# Universiteit van Auckland
De Universiteit van Auckland (Maori: Te Whare Wānanga o Tāmaki Makaurau) is de grootste universiteit van Nieuw-Zeeland, en een van de beste Nieuw-Zeelandse universiteiten volgens THES - QS World University Rankings. De universiteit werd opgericht in 1883 als een college, en bestaat vandaag de dag uit acht faculteiten en zes campussen. Er studeren meer dan 39.000 studenten.
De universiteit biedt onder andere opleidingen op het gebied van kunst, economie, onderwijs, muziek, pedagogiek, architectuur, planning, geneeskunde, podiumkunsten, theologie, wetenschap, informatie management, techniek, medicijnen, optometrie, voedingskunde en rechtsgeleerdheid.

## Locaties

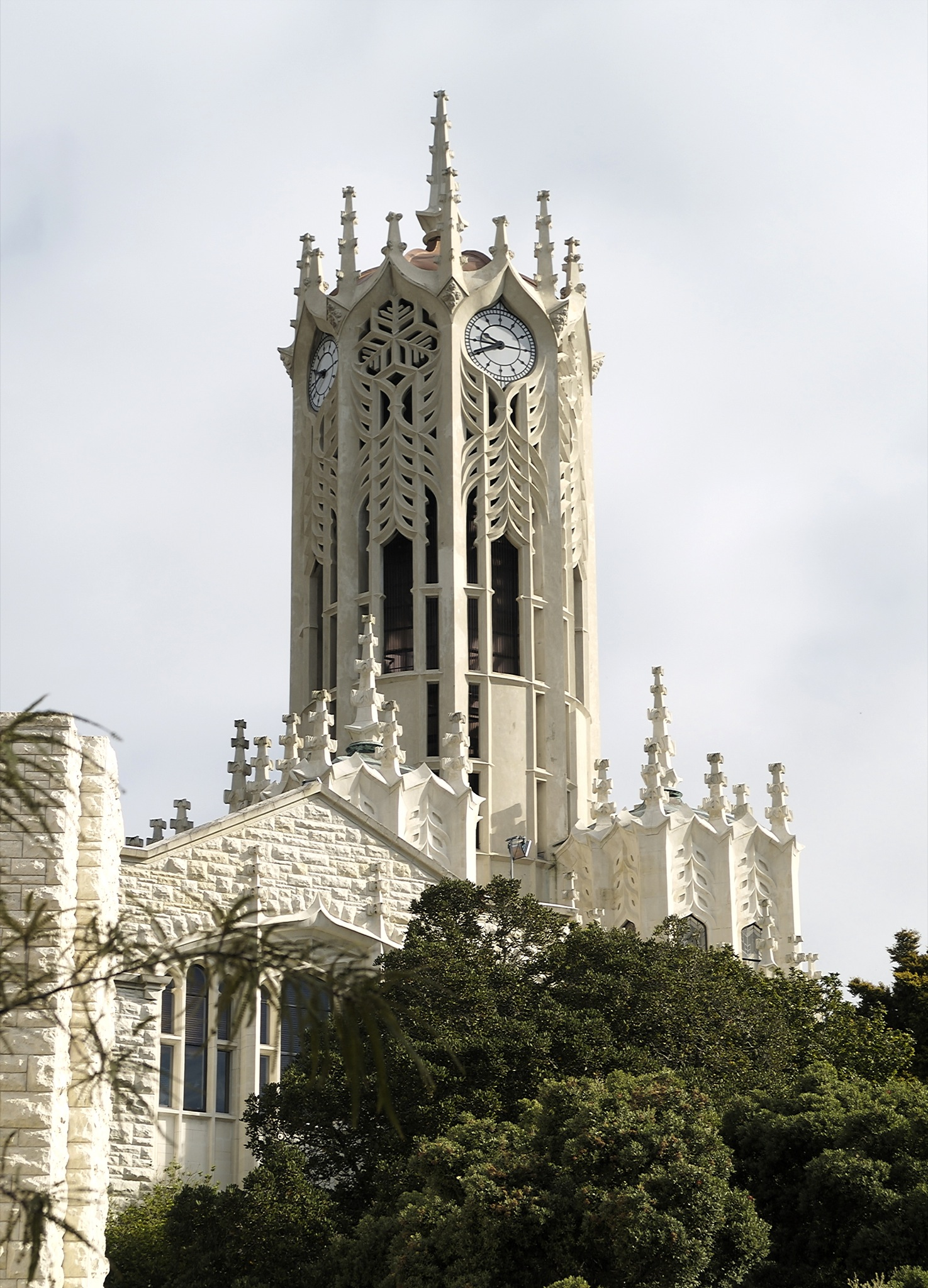
De klokkentoren op de stadscampus, welke wordt gezien als icon van de universiteit.

De stadscampus, gelegen in Auckland CBD, bevat het grootste gedeelte van de studenten en faculteiten. Deze campus beslaat een gebied van 160.000 m².
De Tamaki Campus, gelegen in de voorstad Glen Innes, beslaat een gebied van 320.000 m². Deze campus is opgericht in 1991, en focust zich op opleidingen voor gezondheid, sport, milieukunde, wijnwetenschappen, informatica, communicatie en elektronica, materiaalkunde, biotechnologie en informatiemanagement.
De Medical and Health Services Campus, opgericht in 1968, ligt in de voorstad Grafton, tegenover het stadsziekenhuis van Auckland. Hier bevindt zich de faculteit medicijnen en gezondheidswetenschappen, de school voor farmacie en het departement optometrie.
Van 2001 tot 2006 had de universiteit ook een campus in de voorstad Takapuna, genaamd de North Shore Campus. Hier werden de opleidingen economie en informatiemanagement aangeboden. In 2006 werd deze campus gesloten, en de onderdelen verplaatst naar de stadscampus.
Op 1 september 2004 fuseerde de Universiteit van Auckland met het Auckland College voor Educatie, waardoor de universiteit er een extra faculteit bijkreeg. Deze faculteit is verdeeld over de campus van het voormalige college, en een extra campus in Whangarei.

## Bekende personen
- Hinke Osinga, Hoogleraar wiskunde vanaf 2011

## Faculteiten
- Faculteit kunst[3]
- Faculteit Zaken en Economie[4]

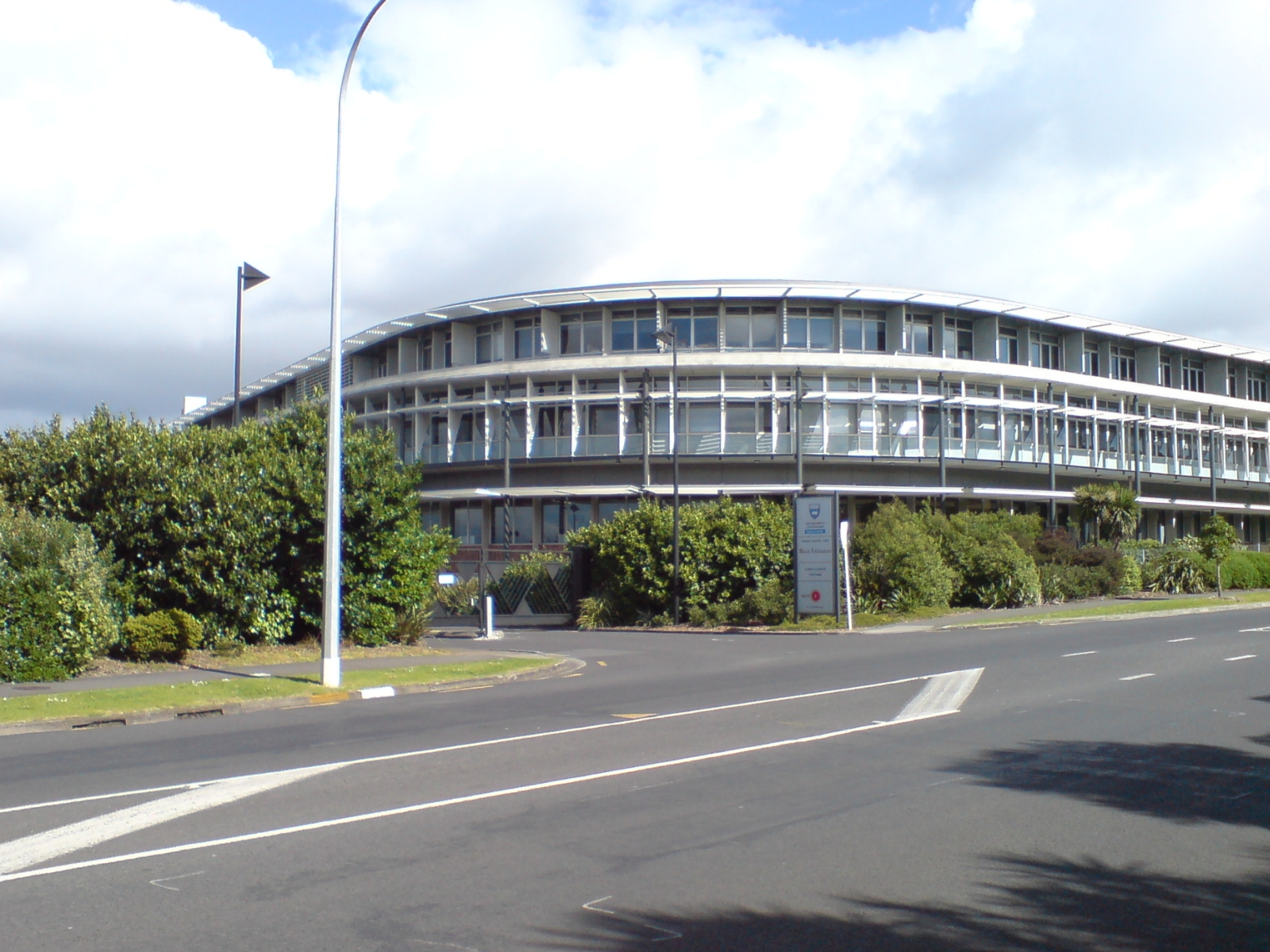
Deel van de Tamaki Campus

- Nationaal Instituut voor Creatieve Kunsten en Industrie.[5]
- Pedagogiek[6]
- Faculteit Techniek[7]
- Faculteit Rechtsgeleerdheid[8]
- Faculteit Medische- en Gezondheidswetenschappen[9]
- Faculteit Wetenschap[10]
- School voor Theologie.[11]